# Florean Mada
Florean Mada es un deportista rumano que compitió en piragüismo en la modalidad de aguas tranquilas. Ganó dos medallas en el Campeonato Europeo de Piragüismo de 2005, plata en la prueba de K4 1000 m y bronce en K4 500 m.

## Palmarés internacional
| Campeonato Europeo | Campeonato Europeo | Campeonato Europeo | Campeonato Europeo |
| Año                | Lugar              | Medalla            | Competición        |
| ------------------ | ------------------ | ------------------ | ------------------ |
| 2005               | Poznań (Polonia)   | Medalla de plata   | K4 1000 m          |
| 2005               | Poznań (Polonia)   | Medalla de bronce  | K4 500 m           |